# Karolin Horchler
Karolin Horchler est une biathlète allemande, née le 9 mai 1989 à Bad Arolsen.

## Biographie
Karolin Horchler fait son entrée dans l'équipe nationale lors de la saison 2007-2008.
En 2010, elle est vice-championne du monde junior de l'individuel.
À partir de la saison 2010-2011, elle prend part régulièrement au circuit IBU Cup, remportant ses premières courses en 2013.
Elle figure dans la sélection pour l'ouverture de la Coupe du monde 2014-2015 à Östersund où elle marque des points dès sa première course dans l'élite mondiale en se classant 23e de l'individuel.
En janvier 2016, elle monte sur son premier podium en Coupe du monde avec les filles du relais allemand (deuxième place). Elle obtient ensuite son premier top dix au sprint de Canmore (9e).
Après une saison 2016-2017 passée en IBU Cup (seulement deux courses disputées en Coupe du monde), elle parvient à remporter le classement général de l'IBU Cup 2017-2018 tout en participant à trois étapes de Coupe du monde, dont la finale de Tioumen où elle termine 5e de la poursuite et 8e de la mass-start, signant ainsi les meilleurs résultats de sa carrière. Elle obtient alors une place de titulaire en équipe première allemande et dispute, à l'exception des Championnats du monde, l'intégralité de la Coupe du monde 2018-2019, qu'elle termine à la 32e place du classement général.
En février 2020, elle dispute ses premiers Championnats du monde sénior à Antholz. Elle est titularisée sur les quatre courses individuelles qu'elle termine toutes dans le top 30, avec comme meilleur résultat une 13e place sur la mass-start, et surtout elle obtient avec l'équipe féminine d'Allemagne la médaille d'argent du relais.

### Famille
Sa sœur Nadine est aussi une biathlète de haut niveau.

## Palmarès

### Championnats du monde
| Mondiaux \ Épreuve      | Individuel | Sprint | Poursuite | Mass start | Relais                   | Relais mixte | Relais mixte simple |
| 2020 Antholz-Anterselva | 26e        | 23e    | 15e       | 13e        | Médaille d'argent, monde | —            | —                   |

Légende :
- — : non disputée par Horchler

### Coupe du monde
- Meilleur classement général : 32e en 2019.
- Meilleur résultat individuel : 5e.
- 5 podiums en relais : 3 deuxièmes places et 2 troisièmes places.

Mis à jour le 7 mars 2020.

#### Classements en Coupe du monde
| Saison    | Classement général final | Individuel | Sprint | Poursuite | Mass start |
| 2014-2015 | 73e                      | 46e        | nc     | 74e       |            |
| 2015-2016 | 63e                      | nc         | 58e    | 60e       | 45e        |
| 2016-2017 | nc                       |            | nc     | nc        |            |
| 2017-2018 | 45e                      | 32e        | 59e    | 43e       | 33e        |
| 2018-2019 | 32e                      | 68e        | 29e    | 32e       | 29e        |
| 2019-2020 | 37e                      | 30e        | 43e    | 30e       | 36e        |

### Championnats d'Europe
- Médaille d'or du relais en 2013.
- Médaille d'argent du relais en 2014 et 2015.
- Médaille d'argent du sprint et de la poursuite en 2016.
- Médaille de bronze de la poursuite en 2013.

### Championnats du monde junior
- Médaille d'argent de l'individuel en 2010.

### IBU Cup
- Gagnante du classement général en 2018.
- 20 podiums individuels, dont 9 victoires.